# 121 p.n.e.
| [ Edytuj tabelę ] | |
| Król Armenii      | - 165 p.n.e. Artawazdes I 115 p.n.e.                                                                               |
| Król Bitynii      | - 127 p.n.e. Nikomedes III 94 p.n.e.                                                                               |
| Cesarz Chin       | - 141 p.n.e. Han Wudi 87 p.n.e.                                                                                    |
| Władca Egiptu     | - 173 p.n.e. Kleopatra II 115 p.n.e. - 142 p.n.e. Kleopatra III 101 p.n.e. - 127 p.n.e. Ptolemeusz VIII 116 p.n.e. |
| Król Judei        | - 135 p.n.e. Jan Hirkan I 104 p.n.e.                                                                               |
| Król Kapadocji    | - 130 p.n.e. Ariarates VI 116 p.n.e.                                                                               |
| Król Kommageny    | - 130 p.n.e. Samos 100 p.n.e.                                                                                      |
| Władca Korei      | - 129 p.n.e. Ugŏ 108 p.n.e.                                                                                        |
| Król Numidii      | - 148 p.n.e. Micypsa 118 p.n.e.                                                                                    |
| Król Partów       | - 124 p.n.e. Mitrydates II 87 p.n.e.                                                                               |
| Król Pontu        | - 150 p.n.e. Mitrydates V 120 p.n.e.                                                                               |
| Władca Seleucydów | - 126 p.n.e. Kleopatra Thea 121 p.n.e. - 126 p.n.e. Antioch VIII Grypos 96 p.n.e.                                  |

Rok 121 p.n.e.
stulecia: III wiek p.n.e. ~
II wiek p.n.e. ~
I wiek p.n.e.

lata: 131 p.n.e. «
125 p.n.e. «
124 p.n.e. «
123 p.n.e. «
122 p.n.e. «
121 p.n.e. »
120 p.n.e. »
119 p.n.e. »
118 p.n.e. »
117 p.n.e. »
111 p.n.e.

## Wydarzenia
Europa
- Gallia Narbonensis prowincją rzymską.
- Rozruchy polityczne w Rzymie. W wyniku starć z wojskiem zginęło 3000 osób, w tym trybun Grakchus.

Azja
- Chińska karawana z jedwabiem wyruszyła do Fergany. Tym samym zaczął funkcjonować Jedwabny szlak.
- Huo Qubing(inne języki) poprowadził chińską wyprawę do Ałaszanu. Walki z Xiongnu.

## Zmarli
- Kleopatra Thea, seleukidzka królowa
- Gajusz Grakchus, rzymski trybun ludowy